# Автономная музыка
Автоно́мная му́зыка (нем. autonome Musik, eigenständige Musik, англ. autonomous music, итал. musica autonoma) в западноевропейской музыкальной эстетике XX—XXI веков — музыка, которая существует ради себя одной и не связана никакими прикладными задачами — прежде всего, иллюстративными и развлекательными.

## Краткая характеристика
Понятие автономной музыки противопоставляется понятию прикладной музыки, под которой подразумеваются любые способы прикладного использования музыки — киномузыка, поп-музыка, культовая (прежде всего христианская) музыка, танцевальная музыка, фоновая музыка, музыка для терапии, музыка для компьютерных игр и т.д. В западном музыкознании в XXI в. вместо понятия «прикладная музыка» (нем. angewandte Musik) чаще используется понятие «функциональная музыка» (нем. funktionale Musik).
В музыкальной эстетике (и в «философии музыки») основную проблему составляет поиск критериев, по которым следует отличать автономную музыку от функциональной. Чаще всего автономной учёные называют музыку высшего эстетического и этического порядка, поскольку она возникает не из потребности что-либо иллюстрировать, сопровождать и пояснять. Например, различные жанры григорианики функционируют в пределах традиционного католического богослужения, и хотя светские музыканты XX – XXI веков нередко использовали распевы как самодостаточные «концертные номера», включали их в коммерческие тематические программы (пластинок, компакт-дисков, телепередач и пр.), смысл григорианики полностью раскрывается только в богослужебном контексте. Соответственно, в этой ценностной иерархии функциональная музыка располагается этажом ниже автономной, поскольку служит «внемузыкальной» цели.

## Исторический очерк
Понятие автономной музыки близко понятию абсолютной музыки, которое возникло в середине XIX века. В отличие от абсолютной автономная музыка на уровне понятия не исключает вокальную и программную музыку. В 1903 году Г. Кречмар противопоставлял музыку как «свободное искусство» (freie Kunst) музыке как «служебному искусству» (dienende Kunst). Словосочетание «автономная музыка» (autonome Musik), причём как синоним «абсолютной музыки», использовал Т. Адорно в 1936 году, описывая независимость музыки от сценического действия в опере А. Берга «Лулу». Термины Г. Бесселера (1959) «обиходная музыка» (Umgangsmusik) и «представляемая музыка» (Darbietungsmusik), в основе которых лежит хайдеггеровская концепция противопоставления «подручного средства» (das Zuhandene, сущности, зависимой от используемого инструмента) и «наличествующего» (das Vorhandene, отстранённо наблюдаемого объекта), акцентируют социальную составляющую музыки, характеризуют её с точки зрения восприятия реципиентом. Пик дискуссий об автономной и функциональной музыке пришёлся на 1970-е годы. По мнению одного из авторитетных участников этих дискуссий Г.Г. Эггебрехта, понятие автономной музыки имеет смысл не само по себе, а только в бинарной оппозиции («поляризации») с функциональной музыкой. По этой причине Эггебрехт объявляет и ту и другую «историческими категориями» (historische Kategorien).
Этому мнению вторит К. Дальхауз:

Четкое отграничение автономной музыки от противоположного понятия функциональной музыки затруднительно, поскольку к функциям, которые осуществляются благодаря музыке (как, например, сопровождение танца или богослужения), можно относить и менее «осязаемые» задачи; к таковым можно причислить, например, коммуникативные, этические, репрезентативные, развлекательные и образовательные функции музыки... Предельно заостряя, можно сказать, что автономной музыки вообще не существует.
Дискуссии об автономной музыке (особенно в связи с обсуждением так называемого музыкального содержания, или «музыкальной семантики») не прекращаются и поныне. Граница между прикладной и автономной музыкой, по-видимому, навсегда останется размытой ввиду того что, «неосязаемую» функциональность многих музыкальных произведений невозможно установить (зафиксировать достоверным экспериментом).